# Thibaud de Pouancé
Thibaud de Pouancé (mort le 30 mars 1301) est un prélat breton qui fut évêque de Dol de 1280 à 1301 et chancelier de France en 1297-1298.

## Origine
Thibaud de Pouancé appartient à une puissante famille dont les domaines sont répartis entre la Haute-Bretagne, le Maine et l'Anjou, les seigneurs La Guerche-de-Bretagne et de Pouancé. Il est fils de Geoffroi II de la Guerche et Pouancé (mort en 1259) et d'Emma de La Jaille dame de Château-Gontier (morte en 1269). Bien que seul héritier masculin de sa lignée, il décide de se consacrer à une carrière ecclésiastique ce qui fait de sa sœur Jeanne de La Guerche épouse de Jean Ier de Brienne, l'héritière de tous les domaines familiaux et de Thibaud ; il est ensuite le tuteur du fils et du beau-fils de sa sœur : Robert de Brienne vicomte de Beaumont-au-Maine et Olivier II de Machecoul cousin germain du duc Jean II de Bretagne.

## Un prélat politique
Ancien chantre de la cathédrale de Reims chanoine de Dol-de-Bretagne et doyen de Saint-Brieuc et de Bayeux en 1276, il assiste au Parlement de 1279 et il est élu comme évêque de Dol le 16 juillet 1280. Il décide de se rendre à Rome pour obtenir la consécration pontificale mais arrivé à Paray-le-Monial, il apprend la mort du pape Nicolas III le 22 août 1280 et revient en Bretagne où il est délégué par l'épiscopat Breton auprès du nouveau pape Nicolas IV, lorsque le duc Jean II de Bretagne veut réactiver en 1288 le vieux conflit sur le « past nuptial » et le « tierçage » qui avait entrainé la soumission de son père en 1256. Le Pontife meurt en 1294 sans avoir pris aucune sanction contre le duc breton.  
Thibaud de Pouancé après avoir été un exécuteur testamentaire de Philippe III de France devient un fidèle du roi de France Philippe le Bel ce qui apaise les tensions avec le duc de Bretagne. Ministre du royaume en 1283 et membre du Conseil et même temporairement Garde du sceau de France en 1296-1297, après Guillaume de Crépy, il fait partie des négociateurs du Traité d'alliance en 1295 avec le royaume d'Écosse et il est choisi par Boniface VIII comme exécuteur de privilèges accordés au monarque français en 1297 et 1298 et tente de s'interposer dans le conflit avec l'ordre du Temple.
La rapide succession de quatre archevêques à Tours entre 1285 et 1291 lui donne l'espoir d'occuper le siège métropolitain ou peut-être l'ambition de restaurer l'ancienne indépendance de l'archevêché de Dol. Il est déçu dans ses espoirs par la nomination en mai 1291 de Renaud de Montbazon issu d'une lignée féodale rivale. Il s'oppose rapidement au nouvel archevêque sur des questions de protocoles et de la préséance accordée à l'évêque de Dol notamment lors des convocations de conciles provinciaux ainsi que sur la consécration de Henri II de Calestrie comme évêque de Nantes en 1293. Le conflit devient ouvert à la suite d'une visite canonique d'inspection de l'évêché de Dol par l'archevêque qui dégénère en une rixe armée entre la population doloise et les envoyés de l'archidiocèse et se termine par l'excommunication de Thibaud. Ce dernier fait immédiatement appel à Rome et le pape donne finalement raison à Thibaud de Pouancé le 20 juin 1299 et le comble de faveurs ainsi que les clercs de son diocèse. Thibaud de Pouancé meurt le 30 mars 1301 après un épiscopat de plus de vingt ans.